# Двадесет и първи артилерийски полк
Двадесет и първи артилерийски полк е български артилерийски полк, формиран през 1916 година, взел участие в Първата световна война (1915 – 1918).

## Формиране
Двадесет и първи артилерийски полк е формиран на 15 март 1916 в с. Ново село от 4-то планинско нескорострелно отделение, 1-во планинско скорострелно отделени и парковия взвод на Планинското отделение. Полкът взема участие в Първата световна война (1915 – 1918) като участва във военните действия при Демир капия. След края на войната, на 15 октомври 1918 г. полкът се завръща в Дупница и е демобилизиран, а през април 1919 е разформирован.

## Наименования
През годините полкът носи различни имена според претърпените реорганизации:
- Двадесет и първи артилерийски полк (1916 – 1916)
- Двадесет и първи планински артилерийски полк (1916 – 1919)

## Командири
- Подполковник (полк. от 5 декември 1916 г.) Ангел Александров (Първа световна война)